# آدم فلوريس
آدم فلوريس (27 أغسطس 1970 بالمكسيك - ) هو ملاكم أمريكي ومكسيكي، صنّف ضمن فئة وزن ثقيل.

## إحصائيات
خاض خلال مسيرته 14 نزالا، فاز في 9 ولم يتعادل وخسر في 5. فاز بالضربة القاضية في 6 نزالات.

## روابط خارجية
- آدم فلوريس على موقع IMDb (الإنجليزية)
- آدم فلوريس على موقع بوكس ريك (الإنجليزية) (registration required)